# Nomia theryi
Nomia theryi är en biart som beskrevs av Giovanni Gribodo 1894.
Nomia theryi ingår i släktet Nomia och familjen vägbin. Inga underarter finns listade i Catalogue of Life.